# Den sista bron
Den sista bron är en österrikisk dramafilm i krigsmiljö i regi av Helmut Käutner. Den är till stor del inspelad i dåvarande Jugoslavien. Manus skrevs av Käutner tillsammans med Norbert Kunze. Filmen tilldelades två Bambi, en för bästa film och en för bästa skådespelare (Maria Schell). Käutner tilldelades också Tyska filmpriset för bästa regi. Filmen prisades även vid filmfestivalen i Cannes.

## Handling
Helga Reinbeck är översköterska på ett militärsjukhus på Balkan under andra världskriget. Några jugoslaviska partisaner kidnappar henne då deras egen läkare dör i en operation. Från att starkt ogilla varandra börjar Helga efter en tids sällskapande med partisanen Boro ifrågasätta vilken sida hon egentligen står på. När hon fattar beslutet att hjälpa partisanerna smuggla in nödvändig medicin kan hon endast använda en sista bro för att göra det.

## Rollista
- Maria Schell - Dr. Helga Reinbeck
- Bernhard Wicki - Boro, partisan
- Barbara Rütting - partisankvinna
- Carl Möhner - Martin Berger
- Pavle Mincic - Momcillo
- Horst Hächler - löjtnant Scherer
- Robert Meyn - Dr. Rottsieper
- Tilla Durieux - gammal bondkvinna
- Fritz Eckhardt - Haslinger
- Janez Vrhoveć - Vlaho, partisan